# 13e cérémonie des Chicago Film Critics Association Awards
La 13e cérémonie des Chicago Film Critics Association Awards, décernés par la Chicago Film Critics Association, a eu lieu le 26 février 2001, et a récompensé les films réalisés dans l'année.

## Palmarès

### Meilleur film
- Presque célèbre (Almost Famous)

### Meilleur réalisateur
- Steven Soderbergh pour Traffic
  - Robert Zemeckis pour Seul au monde (Cast Away)

### Meilleur acteur
- Tom Hanks pour le rôle de Chuck Noland dans Seul au monde (Cast Away)

### Meilleure actrice
- Ellen Burstyn pour le rôle de Sara Goldfarb dans Requiem for a Dream
  - Joan Allen pour le rôle de la sénatrice Laine Hanson, nommée à la vice-présidence dans Manipulations (The Contender)

### Meilleur acteur dans un second rôle
- Benicio del Toro pour le rôle de Javier Rodriguez dans Traffic

### Meilleure actrice dans un second rôle
- Frances McDormand pour le rôle de Elaine Miller dans Presque célèbre (Almost Famous)

### Acteur le plus prometteur
- Patrick Fugit pour le rôle de William Miller dans Presque célèbre (Almost Famous)

### Actrice le plus prometteur
- Zhang Ziyi pour le rôle de Jen dans Tigre et Dragon (臥虎藏龍, Wò Hǔ Cáng Lóng)

### Meilleur scénario
- Presque célèbre (Almost Famous) – Cameron Crowe

### Meilleure photographie
- Tigre et Dragon (臥虎藏龍, Wò Hǔ Cáng Lóng) – Peter Pau
  - O'Brother (O Brother, Where Art Thou?) – Roger Deakins
  - Seul au monde (Cast Away) – Don Burgess

### Meilleure musique originale
- Tigre et Dragon (臥虎藏龍, Wò Hǔ Cáng Lóng) – Tan Dun
  - O'Brother (O Brother, Where Art Thou?) – T-Bone Burnett et Carter Burwell

### Meilleur film en langue étrangère
- Tigre et Dragon (臥虎藏龍, Wò Hǔ Cáng Lóng) •  Chine

### Meilleur film documentaire
- L'Obscénité et la Fureur (The Filth and the Fury)
- The Life and Times of Hank Greenberg

### Commitment to Chicago Award
- Bonnie Hunt

### Big Shoulders Award
- The Gene Siskel Film Center